# 1-я моторизованная химическая дивизия

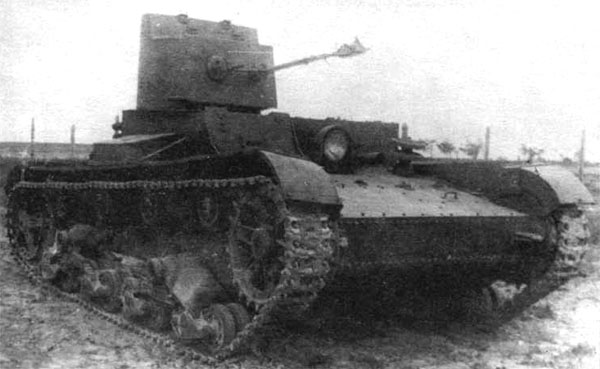
Химический танк ХТ-26.

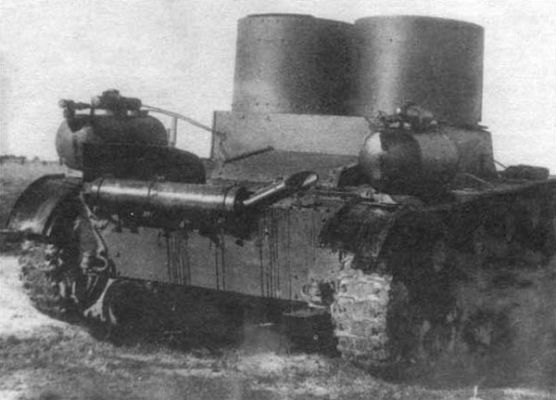
Химический танк ХТ-26. Двухбашенная модификация (вид сзади).

1-я моторизованная химическая дивизия — формирование (соединение, дивизия) химических войск Красной Армии Вооружённых Сил СССР.
Сокращённое наименование, применяемое в служебных документах — 1 мхд.

## История
Генеральный Штаб РККА директивой № 4/4/36399, от 7 декабря 1936 года обязал Военный совет Московского военного округа (далее МосВО) сформировать 1-ю моторизованную химическую дивизию по штатам:
- управление — № 11/615;
- 1-й моторизованный полк — № 11/618;
- 2-й моторизованный полк — № 11/616;
- 3-й моторизованный полк — № 11/617.

Дивизия формировалась с 1 января 1937 года. Командиром и комиссаром её был назначен только что окончивший Военную академию РККА им. М.В. Фрунзе комбриг Пуркаев Максим Алексеевич.
Для формирования воинских частей соединения из войск округов выделялись:
- для 1-го моторизованного полка — 4-я рота 1-го отдельного химического батальона, отдельные химические роты 1-го и 2-го, 3-го, 19-го стрелковых корпусов;
- для 2-го моторизованного полка — 1-й химический полк МосВО;
- для 3-го моторизованного полка — 1-й химический батальона без 4-й роты.

Дислоцировалась дивизия в Ярославле. Летние лагеря дивизии находились в Гороховце.
На оснащении дивизии были специальные танки:
- ХТ-26\БХМ-3 — советские лёгкие химические (огнемётные) танки, созданные на базе лёгкого танка Т-26. Выпускались они несколькими сериями в период с 1932 по 1936 год. Имели вооружение: огнемёт в пулемётной башне на месте пушки. Рядом находился спаренный с огнемётом пулемёт. На корпусе установлено оборудование для распыления химических веществ. В строю они находились долгое время, достаточно успешно применялись в походе на Западную Украину в 1939 году, в советско-финской войне 1939—1940 гг. (Зимней войне) и на начальном этапе Великой Отечественной войны. Эксплуатация этой модели в войсках выявила недостатки и по этой причине конструкторы начали поиск новых решений.
- ХТ-130 (ОТ-130) — советский лёгкий химический (огнемётный) танк, массовый танк межвоенного периода. Спроектирован на базе танка Т-26 образца 1933 года. Имел вооружение: огнемёт в башне на месте пушки. Рядом находился спаренный с огнемётом пулемёт. На корпусе установлено оборудование для распыления химических веществ. В 1936 году был поставлен на производство. В 1936—1939 годах оборонная промышленность изготовила 401 единицу ОТ-130.

Весной 1938 года дивизия переформирована в 30-ю химическую танковую бригаду (30 хтбр). 8 апреля 1938 года командир 1 мхд полковник А. О. Ахманов назначен командиром 30 хтбр.

## В составе
| Дата                                 | Округ (Фронт)            | Армия | Корпус | Примечания |
| ------------------------------------ | ------------------------ | ----- | ------ | ---------- |
| 1 января 1937 года — весна 1938 года | Московский военный округ | —     | —      | —          |

## Командир
- Ахманов, Алексей Осипович, полковник (01.01.1937 — 08.04.1938).

## Состав
- 1-й моторизованный полк;
- 2-й моторизованный полк;
- 3-й моторизованный полк.